# Brachyzapus nikkoensis
Brachyzapus nikkoensis är en stekelart som först beskrevs av Tohru Uchida 1928.  Brachyzapus nikkoensis ingår i släktet Brachyzapus och familjen brokparasitsteklar. Inga underarter finns listade.